# Muro de Berlim
Muro de Berlim (em alemão: Berliner Mauer) foi uma barreira de concreto vigiada que cercou Berlim Ocidental de 1961 a 1989, separando-a de Berlim Oriental e da República Democrática Alemã (RDA; Alemanha Oriental). A construção do Muro de Berlim foi iniciada pelo governo da RDA em 13 de agosto de 1961. Incluía torres de guarda colocadas ao longo de grandes muros de concreto, acompanhadas por uma ampla área que continha trincheiras anti-veículo, leitos de pregos e outras defesas. A intenção principal da construção do Muro era impedir que os cidadãos da Alemanha Oriental fugissem para o Ocidente.
A propaganda do Bloco Soviético retratou o muro como uma proteção à população de "elementos fascistas que conspiravam para impedir a vontade do povo" de construir um Estado comunista. As autoridades referiram-se oficialmente ao Muro de Berlim como Muro de Proteção Antifascista (em alemão: Antifaschistischer Schutzwall). Por outro lado, o governo da cidade de Berlim Ocidental às vezes se referia a ela como o "Muro da Vergonha", um termo cunhado pelo prefeito Willy Brandt em referência à restrição à liberdade de movimento. Juntamente com a fronteira interna alemã, separada do muro e muito mais longa, que demarcava a fronteira entre a Alemanha Oriental e Ocidental, passou a simbolizar fisicamente a Cortina de Ferro que separava o Bloco Ocidental e os Estados satélites soviéticos do Bloco Oriental durante a Guerra Fria.
Antes da construção do Muro, 3,5 milhões de alemães orientais contornaram as restrições de emigração do Bloco Oriental e desertaram da RDA, muitos cruzando a fronteira de Berlim Oriental para Berlim Ocidental; de lá, eles puderam viajar para a Alemanha Ocidental e para outros países da Europa Ocidental. Entre 1961 e 1989, uma força de segurança mortal associada ao muro impediu quase toda essa emigração. Durante este período, mais de 100 mil pessoas tentaram escapar e mais de 5 mil pessoas conseguiram escapar pelo muro, com um número estimado de mortos assassinados pelas autoridades da Alemanha Oriental variando de 136 a mais de 200 em Berlim e arredores.
Em 1989, uma série de revoluções nos países vizinhos do Bloco de Leste (Polônia e Hungria em particular) e os eventos do "Piquenique Pan-Europeu" desencadearam um desenvolvimento pacífico durante o qual a Cortina de Ferro se quebrou em grande parte, os governantes do Leste ficaram sob pressão pública para cessarem as suas políticas repressivas. Após várias semanas de agitação civil, o governo da Alemanha Oriental anunciou em 9 de novembro de 1989 que todos os cidadãos da RDA poderiam visitar a RFA e Berlim Ocidental. Multidões de alemães orientais atravessaram e escalaram o muro, juntando-se aos alemães ocidentais do outro lado e os caçadores de souvenirs foram destruindo partes do muro nas semanas seguintes. O Portão de Brandemburgo, a poucos metros do Muro de Berlim, reabriu em 22 de dezembro de 1989, com a demolição do Muro começando em 13 de junho de 1990 e terminando em 1994. A queda do Muro de Berlim abriu caminho para a reunificação alemã, que ocorreu formalmente em 3 de outubro de 1990.

## Contexto

### Alemanha pós-guerra
Após a Segunda Guerra Mundial na Europa, o que restou da Alemanha nazista a oeste da linha Oder-Neisse foi dividido em quatro zonas de ocupação (por Acordo de Potsdam), cada um controlado por uma das quatro potências aliadas: os Estados Unidos, o Reino Unido, a França e a União Soviética. A capital, Berlim, enquanto a sede do Conselho de Controle Aliado, foi igualmente dividida em quatro sectores, apesar da cidade estar situada bem no interior da zona soviética.
Em dois anos, ocorreram divisões entre os soviéticos e as outras potências de ocupação, incluindo a recusa dos  soviéticos aos planos de reconstrução para uma Alemanha pós-guerra autossuficiente e de uma contabilidade detalhada das instalações industriais e infraestrutura já removidas pelos soviéticos. Reino Unido, França, Estados Unidos e os países do Benelux se reuniram para mais tarde transformar as zonas não-soviéticas do país em zonas de reconstrução e aprovar a ampliação do Plano Marshall para a reconstrução da Europa para a Alemanha.

### O Bloco de Leste e o Bloqueio de Berlim

Zonas da ocupação aliadas em Berlim

Após a Segunda Guerra Mundial, o líder soviético Joseph Stalin construiu um cinturão protector da União Soviética em nações controladas em sua fronteira ocidental, o Bloco do Leste socialista, que então incluía Polónia, Hungria e Tchecoslováquia, que ele pretendia manter a par de um enfraquecido controle soviético na Alemanha.
Já em 1945, Stalin revelou aos líderes alemães socialistas que esperava enfraquecer lentamente a posição Britânica em sua zona de ocupação, que os Estados Unidos iriam retirar sua ocupação dentro de um ano ou dois e que, em seguida, nada ficaria no caminho de uma Alemanha unificada sob controle socialista dentro da órbita soviética.
A grande tarefa do Partido Comunista no poder na zona Soviética alemã foi abafar as ordens soviéticas através do aparelho administrativo e fingir para as outras zonas de ocupação que se tratavam de iniciativas próprias. Nesse período, a propriedade e a indústria foram nacionalizadas na zona de ocupação Soviética.
Em 1948, após desentendimentos sobre a reconstrução e uma nova moeda alemã, Stálin instituiu o Bloqueio de Berlim, impedindo que alimentos, materiais e suprimentos pudessem chegar a Berlim Ocidental. Os Estados Unidos, Reino Unido, França, Canadá, Austrália, Nova Zelândia e vários outros países começaram uma enorme "ponte aérea de Berlim", fornecendo alimentos e outros suprimentos à Berlim Ocidental. Os soviéticos montaram uma campanha de relações públicas contra a mudança da política Ocidental e socialistas tentaram perturbar as eleições de 1948, enquanto 300 mil berlinenses pediam para que o transporte aéreo internacional continuasse. Em maio de 1949, Stalin acabou com o bloqueio, permitindo a retomada dos embarques do Ocidente para Berlim.

Berlinenses assistindo a um C-54 aterrando no Aeroporto de Tempelhof em 1948, durante o Bloqueio de Berlim

A República Democrática Alemã (Alemanha Oriental) foi declarada em 7 de outubro de 1949, onde o Ministério de Negócios Estrangeiros Soviético concedeu autoridade administrativa a Alemanha Oriental, mas não sua autonomia, onde os soviéticos possuíam ilimitada penetração no regime de ocupação e nas estruturas de administração e de polícia militar e secreta. A Alemanha Oriental diferia da Alemanha Ocidental (República Federal da Alemanha), que se desenvolveu como um país Ocidental capitalista com uma economia social de mercado ("Soziale Marktwirtschaft" em alemão) e um governo de democracia parlamentar. O crescimento económico contínuo a partir de 1950 da Alemanha Ocidental alimentou um "milagre económico" de 20 anos ("Wirtschaftswunder"). Enquanto a economia da Alemanha Ocidental cresceu e seu padrão de vida melhorou continuamente, muitos alemães orientais tentavam ir para a Alemanha Ocidental.
Depois da ocupação soviética da Europa Oriental no final da Segunda Guerra Mundial, a maioria das pessoas que viviam nas áreas recém-adquiridas do Bloco Oriental aspiravam à independência e queriam que os soviéticos saíssem. Aproveitando-se da zona de fronteira entre as zonas ocupadas na Alemanha, o número de cidadãos da RDA que se deslocam para a Alemanha Ocidental totalizou 197 mil em 1950, 165 mil em 1951, 182 mil em 1952 e 331 mil em 1953. Uma das razões para o aumento acentuado em 1953 foi o medo de Sovietização mais intensa com as ações cada vez mais paranóicas de Joseph Stalin em 1952 e no início de 1953. 226 mil pessoas fugiram apenas nos primeiros seis meses de 1953.

## História

### Construção

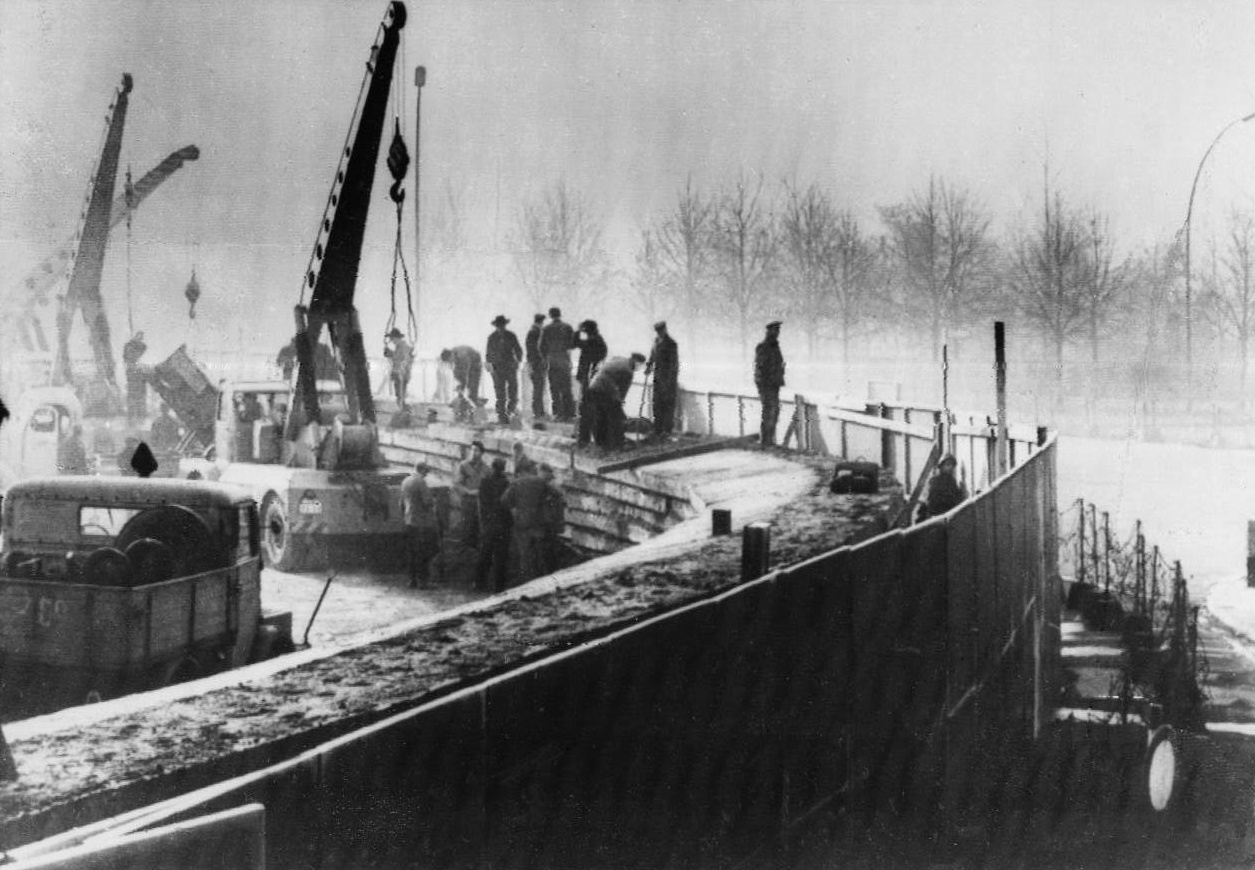
Construção do muro em 20 de novembro de 1961

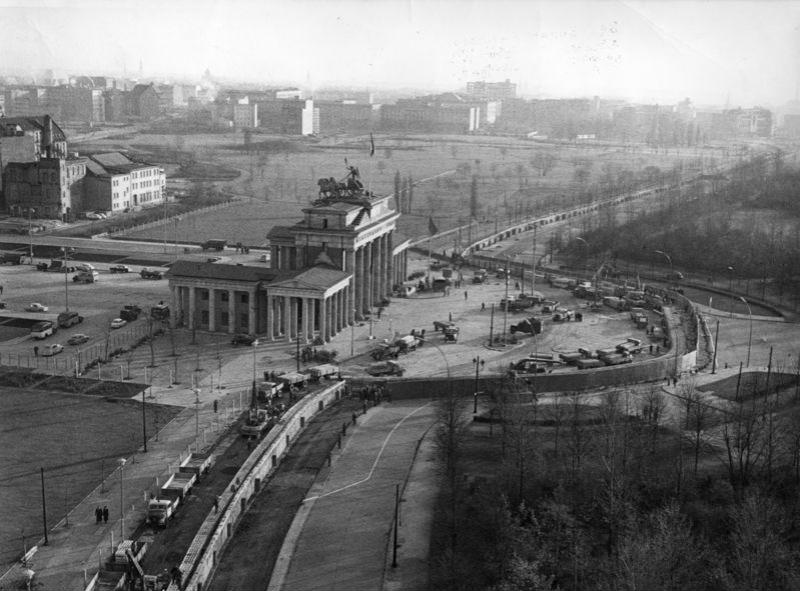
Localização do muro frente ao Portão de Brandemburgo em 1961

Os planos da construção do muro eram um segredo do governo da Alemanha Socialista. Poucas semanas antes da construção, Walter Ulbricht, líder da RDA na época, respondeu assim à pergunta de uma jornalista da Alemanha Ocidental:
Vou interpretar a sua pergunta da maneira que na Alemanha Ocidental existem pessoas que desejam que nós mobilizemos os trabalhadores da capital da RDA para construir um muro. Eu não sei nada sobre tais planos, sei que os trabalhadores na capital estão ocupados principalmente com a construção de apartamentos e que suas capacidades são inteiramente utilizadas. Ninguém tem a intenção de construir um muro!Original (em alemão): Ich verstehe Ihre Frage so, dass es Menschen in Westdeutschland gibt, die wünschen, dass wir die Bauarbeiter der Hauptstadt der DDR mobilisieren, um eine Mauer aufzurichten, ja ? Mir ist nicht bekannt, dass eine solche Absicht besteht ; da sich die Bauarbeiter in der Hauptstadt hauptsächlich mit Wohnungsbau beschäftigen und ihre Arbeitskraft voll eingesetzt wird. Niemand hat die Absicht, eine Mauer zu errichten !— Walter Ulbricht (em alemão)
Assim, Walter Ulbricht foi o primeiro político a referir-se a um muro, dois meses antes da sua construção.
Os governos ocidentais tinham recebido informações sobre planos drásticos, parcialmente por pessoas de conexão, parcialmente pelos serviços secretos. Sabia-se que Walter Ulbricht havia pedido a Nikita Khrushchov, numa conferência dos Estados do Pacto de Varsóvia, a permissão de bloquear as fronteiras a Berlim Ocidental, incluindo a interrupção de todas as linhas de transporte público.
Depois desta conferência, anunciou-se que os membros do Pacto de Varsóvia intentassem inibir os actos de perturbação na fronteira de Berlim Ocidental, e que propusessem implementar um guarda e controle efectivo. Dia 11 de Agosto, a Volkskammer confirmou os resultados desta conferência, autorizando o conselho dos ministros a tomar as medidas necessárias. O conselho dos ministros decidiu dia 12 de agosto usar as forças armadas para ocupar a fronteira e instalar gradeamentos fronteiriços.
Na madrugada do dia 13 de agosto de 1961, as forças armadas bloquearam as conexões de trânsito a Berlim Ocidental. Eram apoiadas por forças soviéticas, preparadas à luta, nos pontos fronteiriços para os sectores ocidentais. Todas as conexões de trânsito ficaram interrompidas no processo (mas, poucos meses depois, linhas metropolitanas passavam pelos túneis orientais, mas não servindo mais as estações fantasma situadas no oriente).

### "Mr. Gorbachev, tear down this wall!"
Em um discurso no Portão de Brandemburgo em comemoração ao 750º aniversário de Berlim em 12 de junho de 1987, Ronald Reagan desafiou Mikhail Gorbachev, então Secretário Geral do Partido Comunista da União Soviética, para derrubar o muro como um símbolo de crescente liberdade no Bloco de Leste:

Damos as boas-vindas à mudança e à abertura, pois acreditamos que a liberdade e segurança caminham juntos, que o progresso da liberdade humana só pode reforçar a causa da paz no mundo. Há um sinal de que os soviéticos podem fazer que seria inconfundível, que faria avançar dramaticamente a causa da liberdade e da paz. Secretário Geral Gorbachev, se você procura a paz, se você procura prosperidade para a União Soviética e a Europa Oriental, se você procurar a liberalização, venha aqui para este portão. Sr. Gorbachev, abra o portão. Sr. Gorbachev, derrube esse muro!

### Queda do Muro

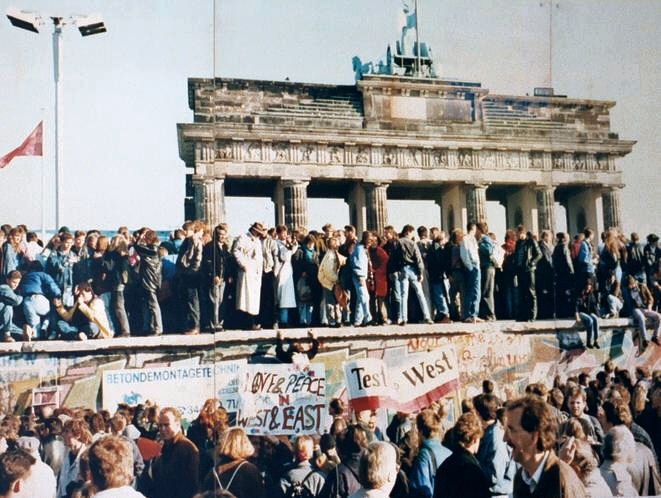
Alemães em pé em cima do muro, em 1989, que começaria a ser destruído no dia seguinte

O Muro de Berlim começou a ser derrubado na noite de 9 de novembro de 1989 depois de 28 anos de existência. O evento é conhecido como a queda do muro. Antes da sua queda, houve grandes manifestações em que, entre outras coisas, se pedia a liberdade de viajar. Além disto, houve um enorme fluxo de refugiados ao Ocidente, pelas embaixadas da RFA, principalmente em Praga e Varsóvia, e pela fronteira recém-aberta entre a Hungria e a Áustria, perto do lago de Neusiedl.
O impulso decisivo para a queda do muro foi um mal-entendido entre o governo da RDA. Na tarde do dia 9 de novembro houve uma conferência de imprensa, transmitida ao vivo na televisão alemã-oriental. Günter Schabowski, membro do Politburo do SED, anunciou uma decisão do conselho dos ministros de abolir imediatamente e completamente as restrições de viagens ao Oeste. Esta decisão deveria ser publicada só no dia seguinte, para anteriormente informar todas as agências governamentais.
Pouco depois deste anúncio houve notícias sobre a abertura do Muro na rádio e televisão ocidental. Milhares de pessoas marcharam aos postos fronteiriços e pediram a abertura da fronteira. Nesta altura, nem as unidades militares, nem as unidades de controle de passaportes haviam sido instruídas.

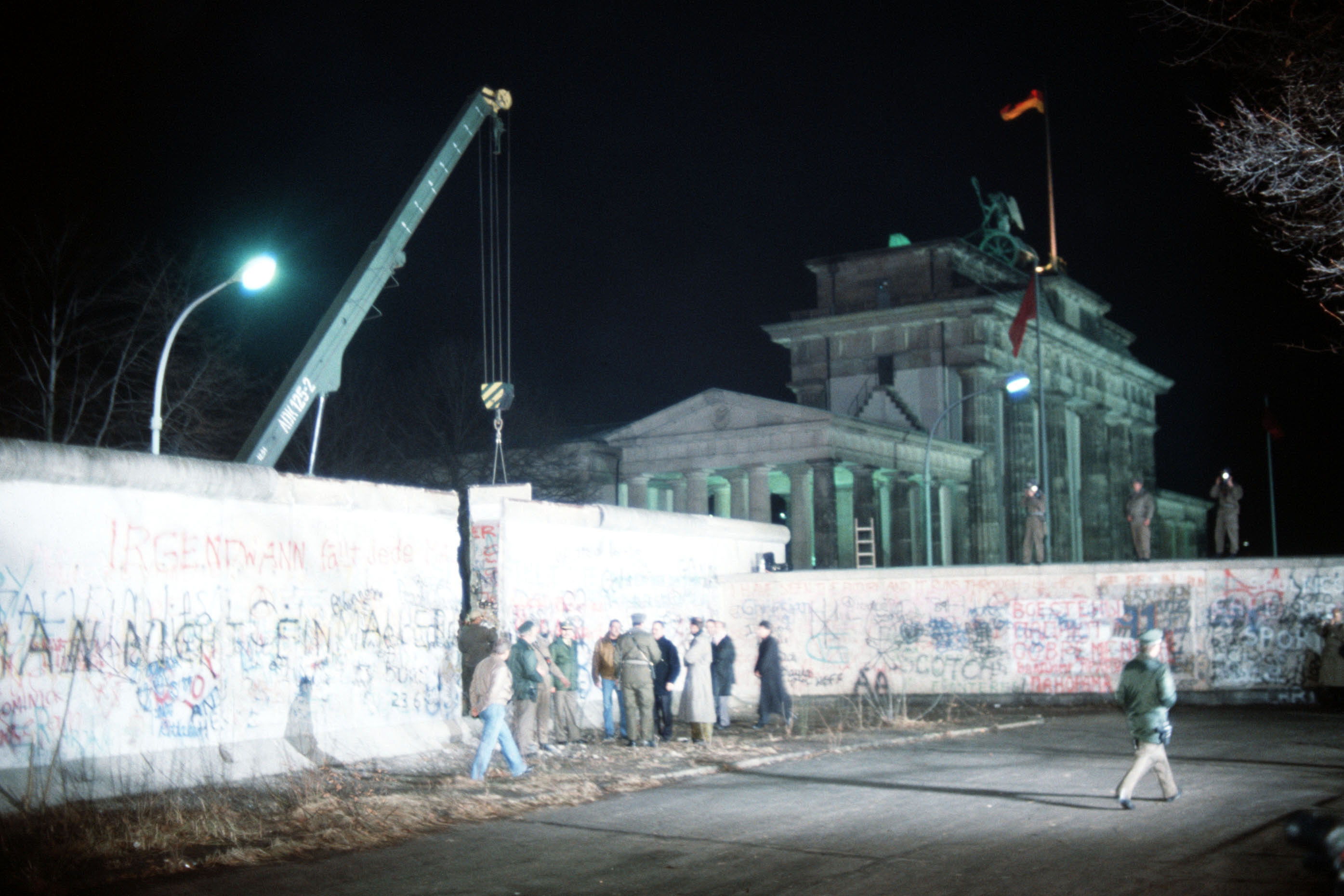
Guindaste removendo partes do muro em 21 de dezembro de 1989

Por causa da força da multidão, e porque os guardas da fronteira não sabiam o que fazer, a fronteira abriu-se no posto de Bornholmer Strasse, às 23h, mais tarde em outras partes do centro de Berlim, e na fronteira ocidental. Muitas pessoas viram a abertura da fronteira na televisão e pouco depois marcharam à fronteira. Como muitas pessoas já dormiam quando a fronteira se abriu, na manhã do dia 10 de novembro havia grandes multidões de pessoas querendo passar pela fronteira.
Os cidadãos da RDA foram recebidos com grande euforia em Berlim Ocidental. Muitas boates perto do Muro espontaneamente serviram cerveja gratuita, houve uma grande celebração na Rua Kurfürstendamm, e pessoas que nunca se tinham visto antes cumprimentavam-se. Cidadãos de Berlim Ocidental subiram o muro e passaram pelo Portão de Brandemburgo, que até então não eram acessíveis aos ocidentais. O Bundestag interrompeu as discussões sobre o orçamento, e os deputados espontaneamente cantaram o hino nacional da Alemanha.
Cerca de 120 partes do Muro de Berlim estão espalhadas por mais de 40 países, incluindo locais como a Biblioteca Presidencial Ronald Reagan, na Califórnia, a sede das Nações Unidas, em Nova Iorque, a Mandela Rhodes Foundation, na Cidade do Cabo e o Imperial War Museum, em Londres. Além dessas, centenas de fragmentos menores estão em coleções públicas e particulares, muitas delas obtidas por "mauerspechte" ou "picadores de Muro", pessoas que desmantelaram o muro após a sua queda.

## Reações

### Alemanha ocidental

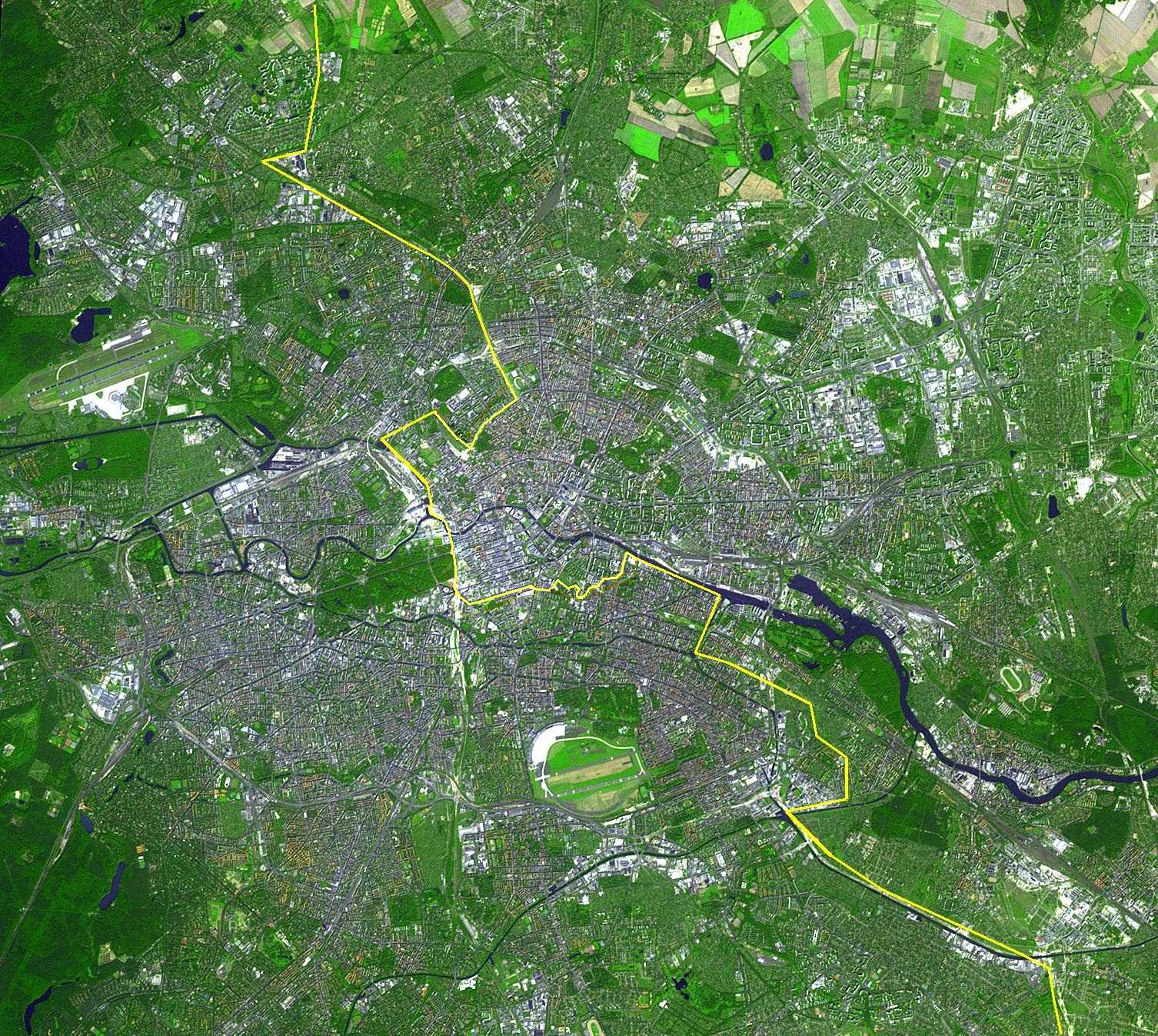
Imagem de satélite de Berlim, com a localização do Muro em amarelo

Ainda no mesmo dia da construção do muro, o chanceler da Alemanha ocidental, Konrad Adenauer, dirigiu-se à população pelo rádio, pedindo calma e anunciando reações ainda não definidas a serem colocadas junto com os aliados. Adenauer tinha visitado Berlim havia apenas duas semanas. O Prefeito de Berlim, Willy Brandt, protestou energicamente contra a construção do muro e a divisão da cidade, mas sem sucesso. No dia 16 de Agosto de 1961 houve uma grande manifestação com 300 000 participantes em frente do Schöneberger Rathaus, em Berlim Ocidental, para protestar contra o muro. Brandt participou nessa manifestação. Ainda em 1961, fundou-se em Salzgitter a Zentrale Erfassungsstelle der Landesjustizverwaltungen a fim de documentar violações dos direitos humanos no território da Alemanha Oriental.

### Aliados

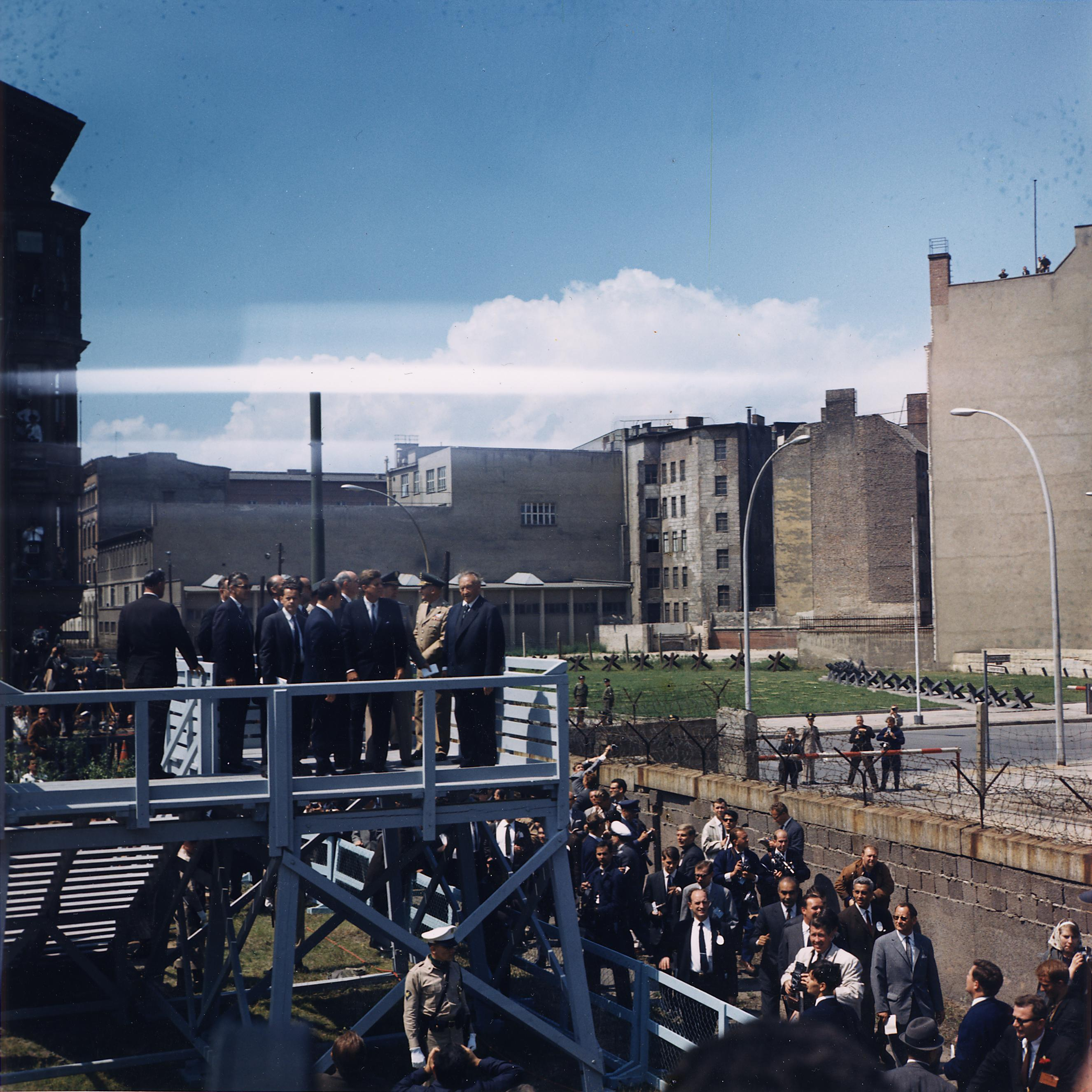
O então presidente dos Estados Unidos, John F. Kennedy, visitando o Muro de Berlim em 1963

As reações dos Aliados ocidentais vieram com grande demora. Vinte horas depois do começo da construção do muro apareceram as primeiras patrulhas ocidentais na fronteira. Demorou 40 horas para reservar todos os direitos em Berlim ocidental em frente do comandante soviético de Berlim Oriental. Demorou até 72 horas para o protesto ser oficial em Moscou. Por causa desses atrasos sempre circulavam rumores que a União Soviética havia declarado aos aliados ocidentais de não afectar seus direitos em Berlim ocidental. Seguindo as experiências no Bloqueio de Berlim, os Aliados sempre consideravam Berlim ocidental em perigo, e a construção do muro manifestou esta situação.
Reações internacionais, 1961:
- A solução não é muito linda, mas mil vezes melhor do que uma guerra. John F. Kennedy, presidente dos Estados Unidos.
- Os alemães orientais param o fluxo de refugiados e desculpam-se com uma cortina de ferro ainda mais densa. Isto não é ilegal. Harold Macmillan, primeiro-ministro britânico.

Contudo, o presidente norte-americano John F. Kennedy apoiou a ideia da cidade livre de Berlim. Mandou forças armadas suplementares e reactivou o general Lucius D. Clay. Dia 19 de Agosto 1961 chegaram a Berlim Clay e o vice-presidente dos Estados Unidos, Lyndon B. Johnson. Protestaram fortemente contra o chefe de estado da RDA, Walter Ulbricht, que havia declarado que as polícias popular e fronteiriça da RDA tivessem autoridade de controle sobre policias, oficiais e empregados dos aliados ocidentais. Finalmente até o comandante soviético na RDA mediou pedindo moderação do lado do governo alemão oriental.
Dia 27 de Outubro de 1961 houve um confronto perigoso entre tanques dos EUA e soviéticos ao lado do Checkpoint Charlie na rua Friedrich. Dez tanques norte americanos enfrentaram dez tanques soviéticos, mas todos se retiraram no dia seguinte. As duas forças não queriam deixar explodir a guerra fria, com o risco de uma guerra nuclear.

## Estrutura e áreas adjacentes

Estrutura do Muro de Berlim nos anos 1980

O Muro de Berlim tinha mais de 140 quilômetros de comprimento. Em junho de 1962, uma segunda cerca paralela, também conhecida como parede "hinterland" (muro interno), foi construída cerca de 100 metros mais longe no território da Alemanha Oriental. As casas contidas entre a parede e as cercas foram destruídas e os moradores foram realocados, estabelecendo o que mais tarde ficou conhecido como "faixa da morte", que ficava coberta de areia ou cascalho, o que facilitava a detecção de pegadas e invasores e também permitia aos policiais ver quais guardas haviam negligenciado sua tarefa; não oferecia cobertura; e, mais importante, oferecia campos de tiro claros para os guardas do muro.
Ao longo dos anos, o Muro de Berlim evoluiu em quatro versões:
- Cerca de arame e muro de blocos de concreto (1961)
- Cerca de arame melhorada (1962–1965)
- Muro de concreto melhorado (1965–1975)
- Grenzmauer 75 (Muro da fronteira 75) (1975-1989)

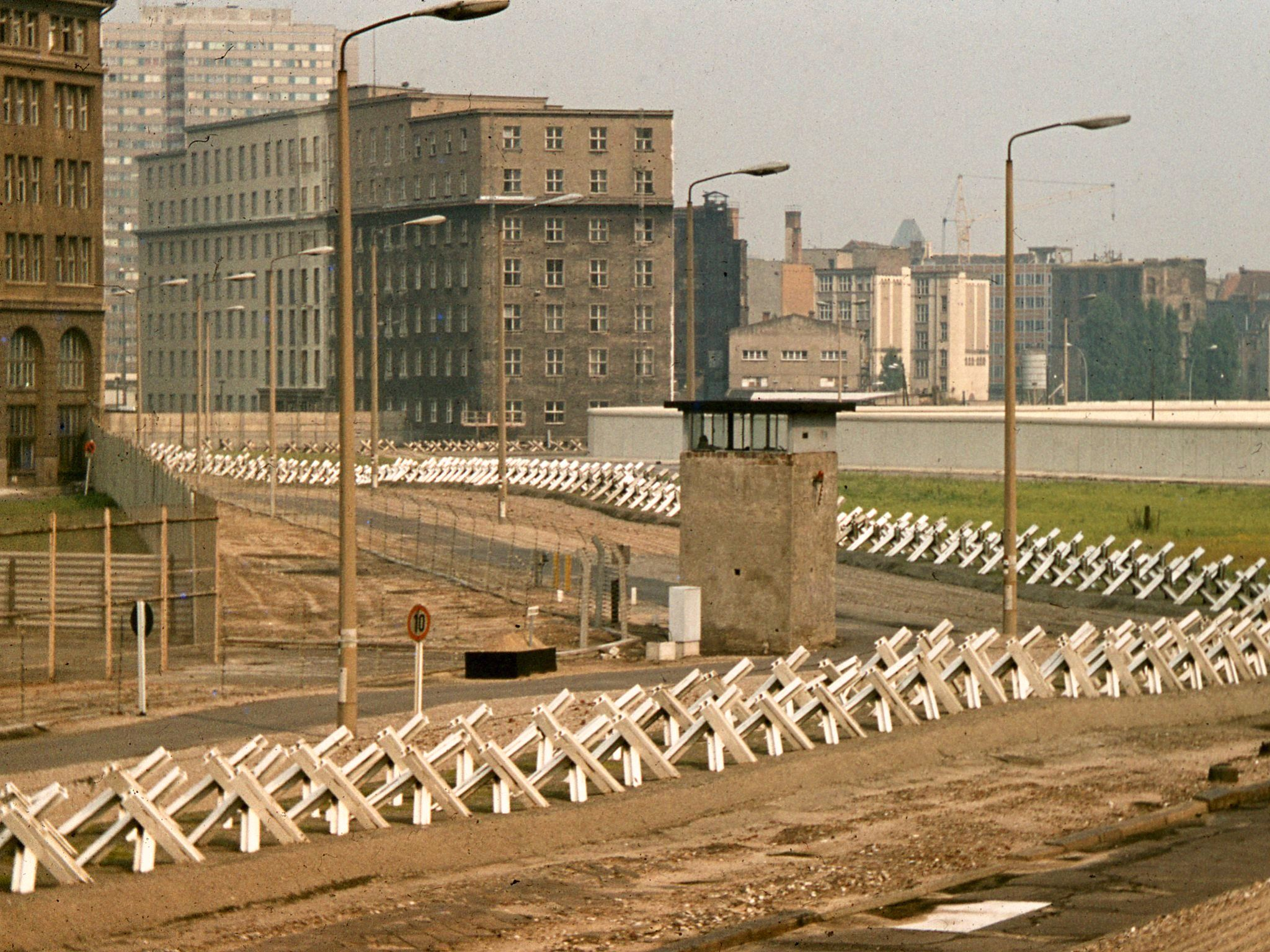
Esta seção da "faixa da morte" do muro apresentava ouriço checos, uma torre de guarda e uma área limpa, 1977

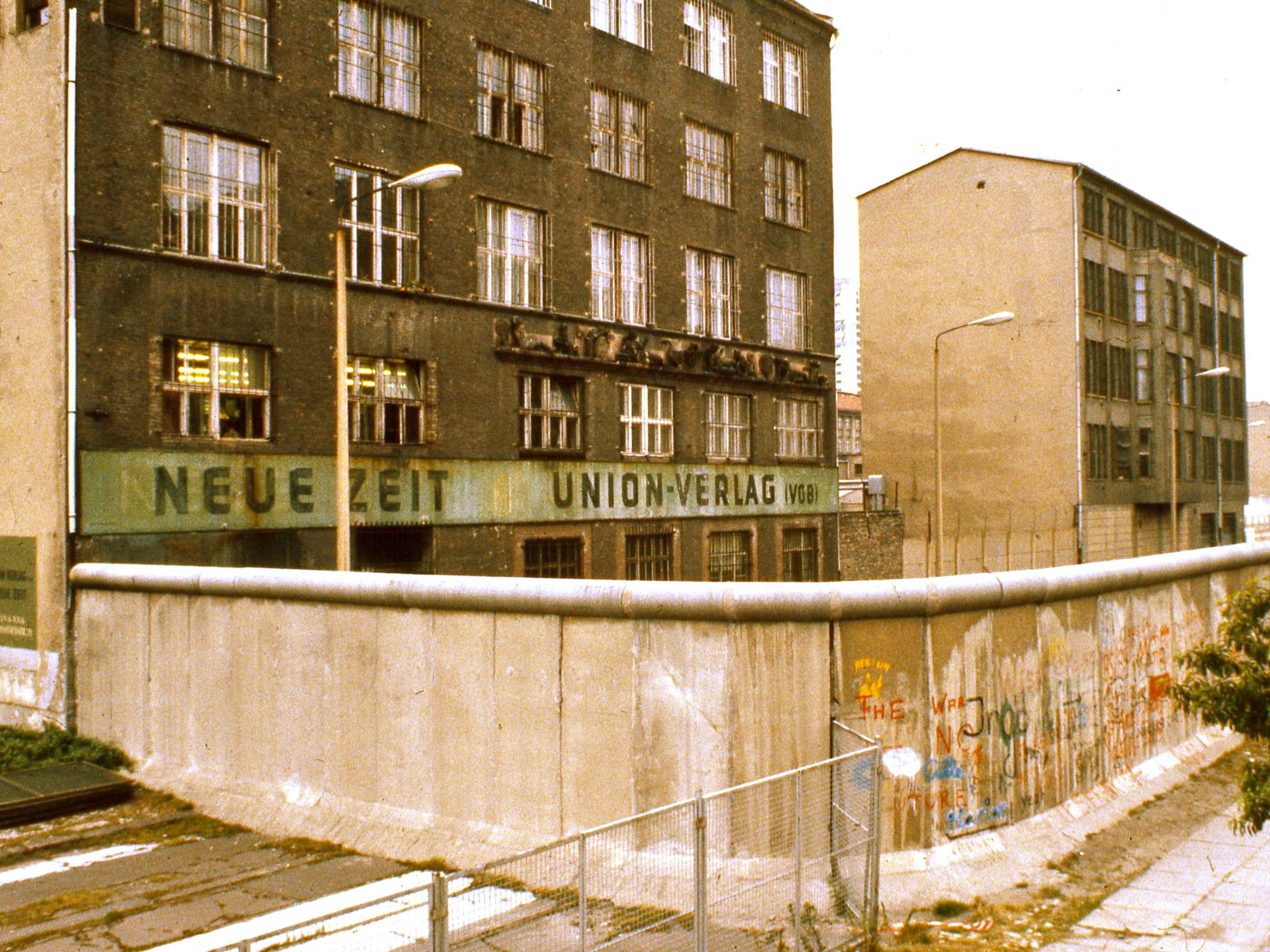
O topo do Muro estava alinhado com um cano liso, destinado a dificultar a escalada. As áreas do lado de fora do muro, incluindo a calçada, são do território jure do bloco oriental em 1984

O "muro de quarta geração", conhecido oficialmente como "Stützwandelement UL 12.11" (elemento do muro de contenção UL 12.11), era a versão final e mais sofisticada da muralha. Iniciado em 1975 e concluído por volta de 1980, foi construído a partir de 45 mil seções separadas de concreto armado, cada uma com 3,6 metros de altura e 1,2 metro de largura e custando cerca de 3 638 000 de dólares. As disposições de concreto adicionadas a esta versão do muro foram feitas para impedir que os fugitivos conduzissem seus carros através das barricadas. Em pontos estratégicos, o muro foi construído com um padrão um pouco mais fraco, para que veículos blindados da Alemanha Oriental e da União Soviética pudessem facilmente romper em caso de guerra.
O topo do muro era revestido por um cano liso, destinado a dificultar a escalada. O muro também era reforçado por cercas de malha, cercas de sinalização, trincheiras anti-veículo, arame farpado, cães, "canteiros de pregos" (também conhecido como "tapete de Stalin") sob varandas penduradas na faixa da morte, mais de 116 torres de vigia e 20 bunkers com centenas de guardas. Essa versão do muro é a mais comumente vista em fotografias e fragmentos sobreviventes dela em Berlim e em outros lugares ao redor do mundo geralmente são peças da quarta geração. O layout passou a se parecer com a fronteira interna da Alemanha na maioria dos aspectos técnicos, exceto pelo fato de que o Muro de Berlim não possuía minas terrestres nem canhões de mola. A manutenção era realizada na parte externa da parede por pessoal que acessava a área externa através de escadas ou através de portas ocultas dentro da parede. Essas portas não podiam ser abertas por uma única pessoa, precisando de duas chaves separadas em dois orifícios separados para destravar.
Como era o caso da fronteira interna da Alemanha, uma faixa não fortificada do território oriental foi deixada do lado de fora do muro. Essa faixa externa era usada pelos trabalhadores para pintar por cima das pichações e realizar outras manutenções do lado de fora do muro. Ao contrário da fronteira interna da Alemanha, no entanto, a faixa externa usualmente não tinha mais do que quatro metros de largura e, em fotos da época, a localização exata da fronteira real em muitos lugares parece nem ter sido marcada. Também em contraste com a fronteira interna da Alemanha, a polícia da Alemanha Oriental demonstrava pouco interesse em manter as pessoas fora da faixa externa; as calçadas das ruas de Berlim Ocidental até passavam por dentro dela.
Apesar da política geral de negligência benigna do governo da Alemanha Oriental, sabe-se que os vândalos eram perseguidos na faixa externa e até presos. Em 1986, o desertor e ativista político Wolfram Hasch e outros quatro desertores estavam de pé dentro da faixa externa, desfigurando o muro quando funcionários da Alemanha Oriental emergiram de uma das portas ocultas para prendê-los. Todos, exceto Hasch, escaparam de volta ao setor ocidental. O próprio Hasch foi preso, arrastado pela porta para a faixa da morte e mais tarde condenado por cruzar ilegalmente a fronteira de jure fora do muro. O artista de grafite Thierry Noir relatou que muitas vezes foi perseguido por soldados da Alemanha Oriental. Enquanto alguns grafiteiros foram expulsos da faixa externa, outros, como Keith Haring, eram aparentemente tolerados.

## Travessias oficiais e utilização

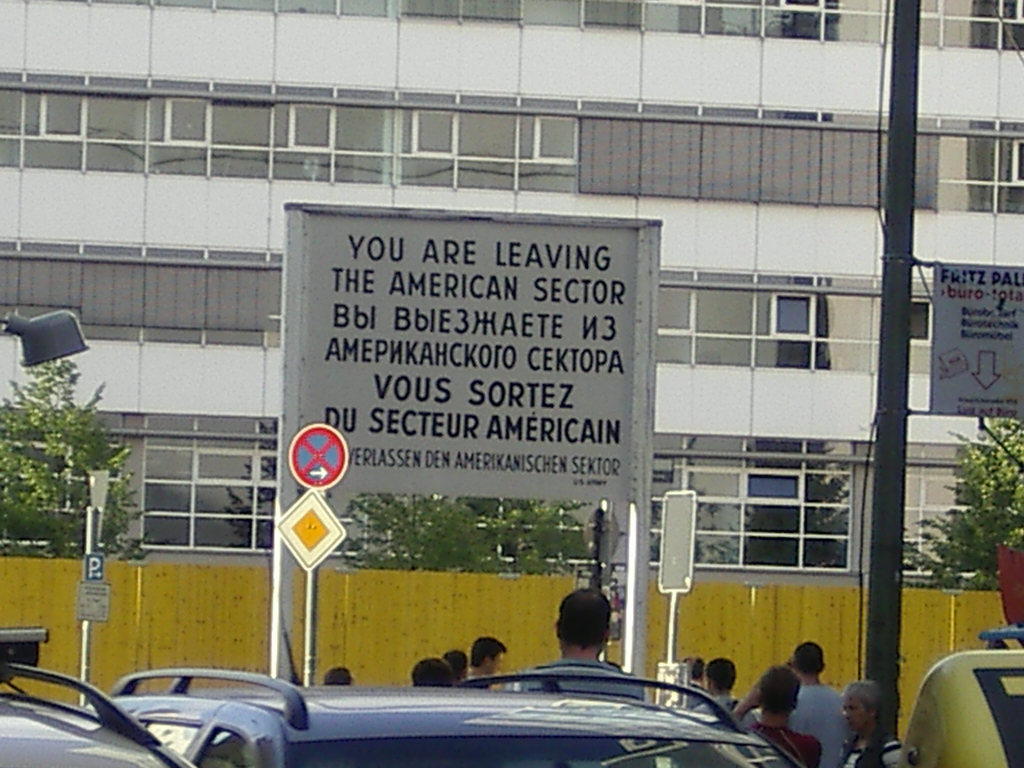
Uma placa de "Você está saindo" na fronteira do setor americano de Berlim

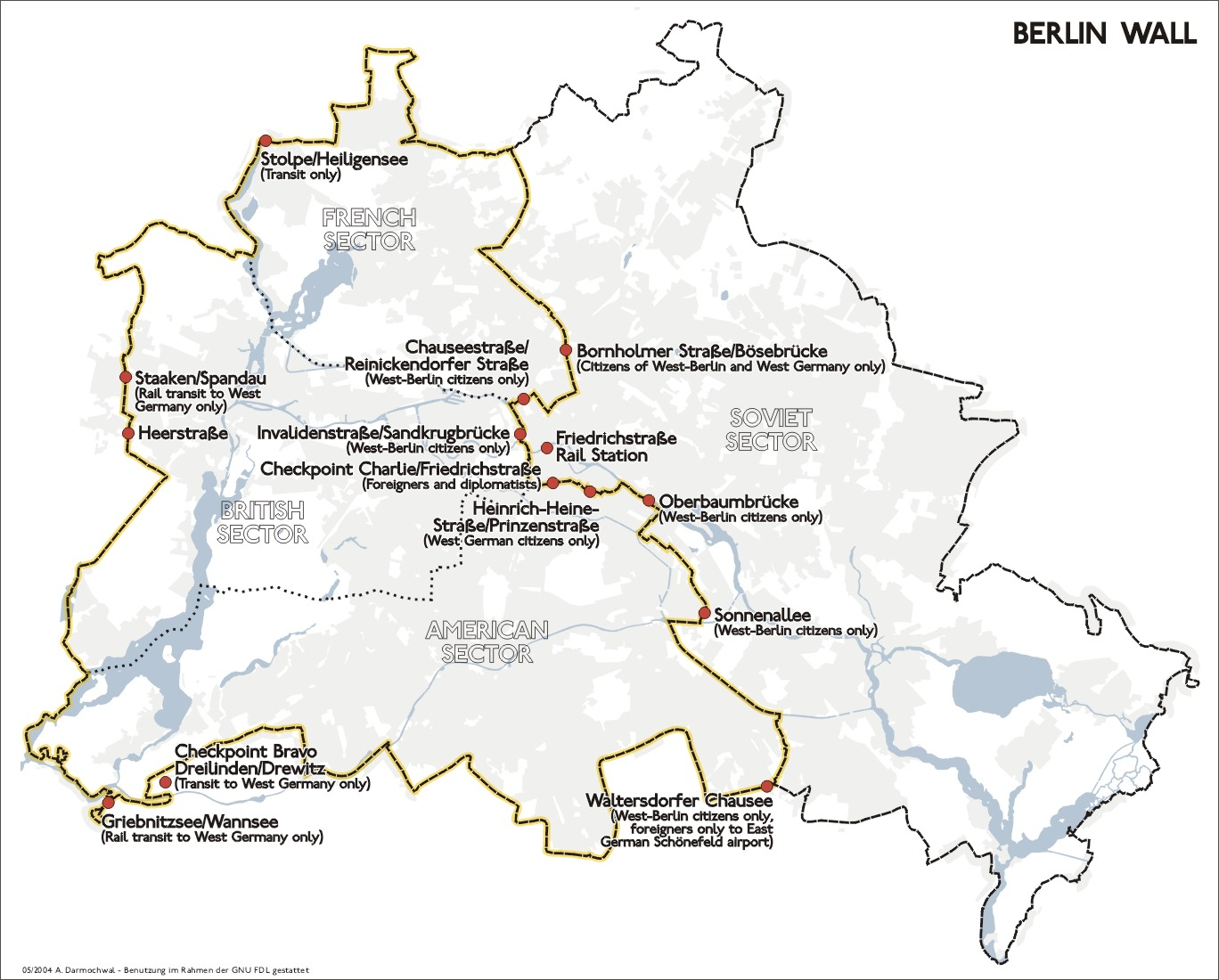
Mapa do Muro de Berlim e seus postos de controle de fronteira (1989)

Havia nove travessias de fronteira entre Berlim Oriental e Ocidental. Elas permitiam visitas de berlinenses ocidentais, outros alemães ocidentais, estrangeiros ocidentais e pessoal aliado a Berlim Oriental, bem como visitas de cidadãos da RDA e cidadãos de outros países socialistas a Berlim Ocidental, desde que tivessem as autorizações necessárias. Essas travessias eram restringidas de acordo com a nacionalidade autorizada a utilizá-las (alemães orientais, alemães ocidentais, berlinenses ocidentais e outros países). O mais conhecido era o posto de controle de veículos e pedestres na esquina da Friedrichstraße com a Zimmerstraße (Checkpoint Charlie), que era restrito a pessoal aliado e estrangeiros.
Quatro autoestradas conectavam Berlim Ocidental à Alemanha Ocidental, incluindo a autoestrada Berlim-Helmstedt, que entrava no território da Alemanha Oriental entre as cidades de Helmstedt e Marienborn (Posto de Controle Alfa) e que entrava em Berlim Ocidental em Dreilinden (Posto de Controle Bravo para as forças aliadas) no sudoeste de Berlim. O acesso a Berlim Ocidental também era possível por via ferroviária (quatro rotas) e por barco para transporte comercial através de canais e rios.
Ocidentais não alemães podiam cruzar a fronteira na estação Friedrichstraße em Berlim Oriental e no Checkpoint Charlie. Quando o Muro foi erguido, as complexas redes de transporte público de Berlim, S-Bahn e U-Bahn, foram divididas com ele. Algumas linhas foram cortadas pela metade; muitas estações foram fechadas. Três linhas ocidentais percorreram breves seções do território de Berlim Oriental, passando por estações orientais (chamadas Geisterbahnhöfe, ou estações fantasmas) sem parar. Tanto a rede oriental como a ocidental convergiram na Friedrichstraße, que se tornou um importante ponto de passagem para aqueles (principalmente ocidentais) com permissão para atravessar.

### Cruzamento

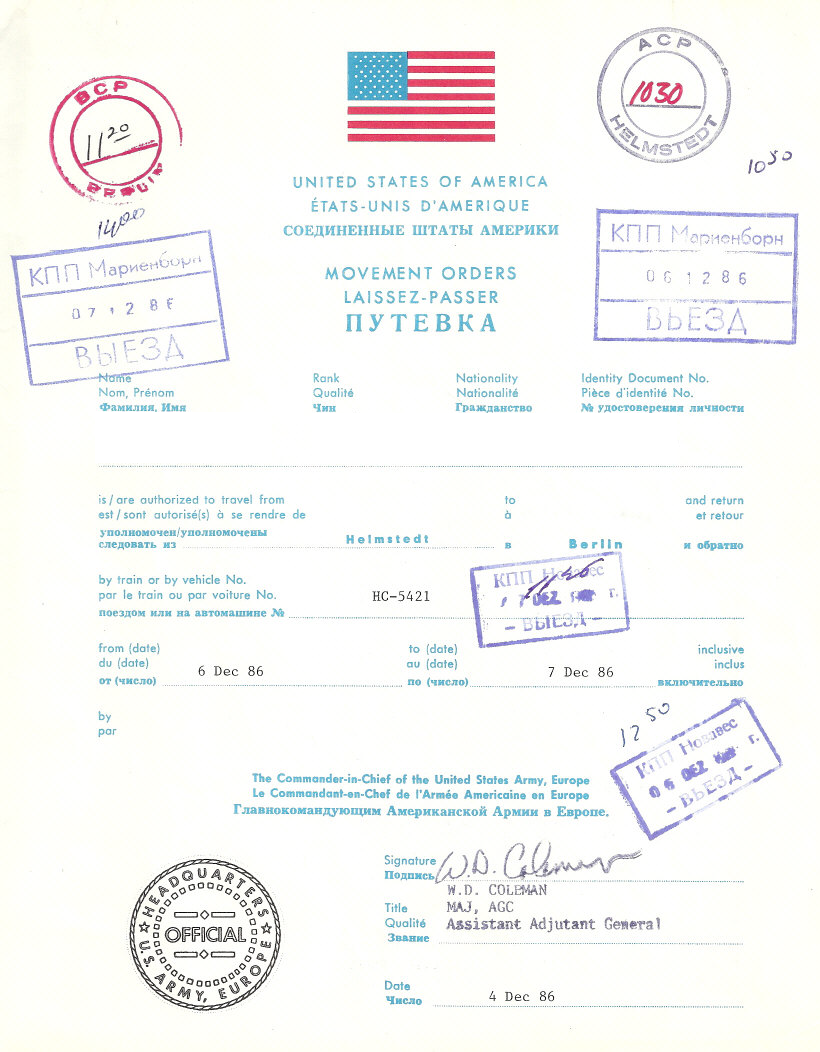
Ordens de viagem para ir a Berlim, como as usadas pelas forças dos EUA na década de 1980

Os alemães ocidentais e os cidadãos de outros países ocidentais podiam geralmente visitar a Alemanha Oriental, muitas vezes após solicitarem um visto numa embaixada da Alemanha Oriental com várias semanas de antecedência. Vistos para viagens de um dia restritas a Berlim Oriental eram emitidos sem solicitação prévia em um procedimento simplificado na passagem de fronteira. No entanto, as autoridades da Alemanha Oriental podiam recusar autorizações de entrada sem indicar o motivo. Na década de 1980, os visitantes da parte ocidental da cidade que quisessem visitar a parte oriental tinham que trocar pelo menos DM 25 pela moeda da Alemanha Oriental à taxa de câmbio de 1:1. Era proibido exportar moeda da Alemanha Oriental, mas o dinheiro não gasto podia ser deixado na fronteira para possíveis visitas futuras. Os turistas que atravessavam a fronteira vindos do oeste também tinham de pagar um visto; os berlinenses ocidentais não tinham de pagar esta taxa.
Inicialmente, os berlinenses ocidentais não podiam visitar Berlim Oriental ou a Alemanha Oriental — todos os pontos de travessia foram fechados para eles entre 26 de agosto de 1961 e 17 de dezembro de 1963. Em 1963, as negociações entre o Oriente e o Ocidente resultaram numa possibilidade limitada de visitas durante a época do Natal daquele ano (Passierscheinregelung). Acordos semelhantes, mas muito limitados, foram feitos em 1964, 1965 e 1966.
Em 1971, com o Acordo das Quatro Potências sobre Berlim, foram firmados acordos que permitiram que os berlinenses ocidentais solicitassem vistos para entrar em Berlim Oriental e na Alemanha Oriental regularmente, comparáveis aos regulamentos já em vigor para os alemães ocidentais. No entanto, as autoridades da Alemanha Oriental ainda podem recusar autorizações de entrada.

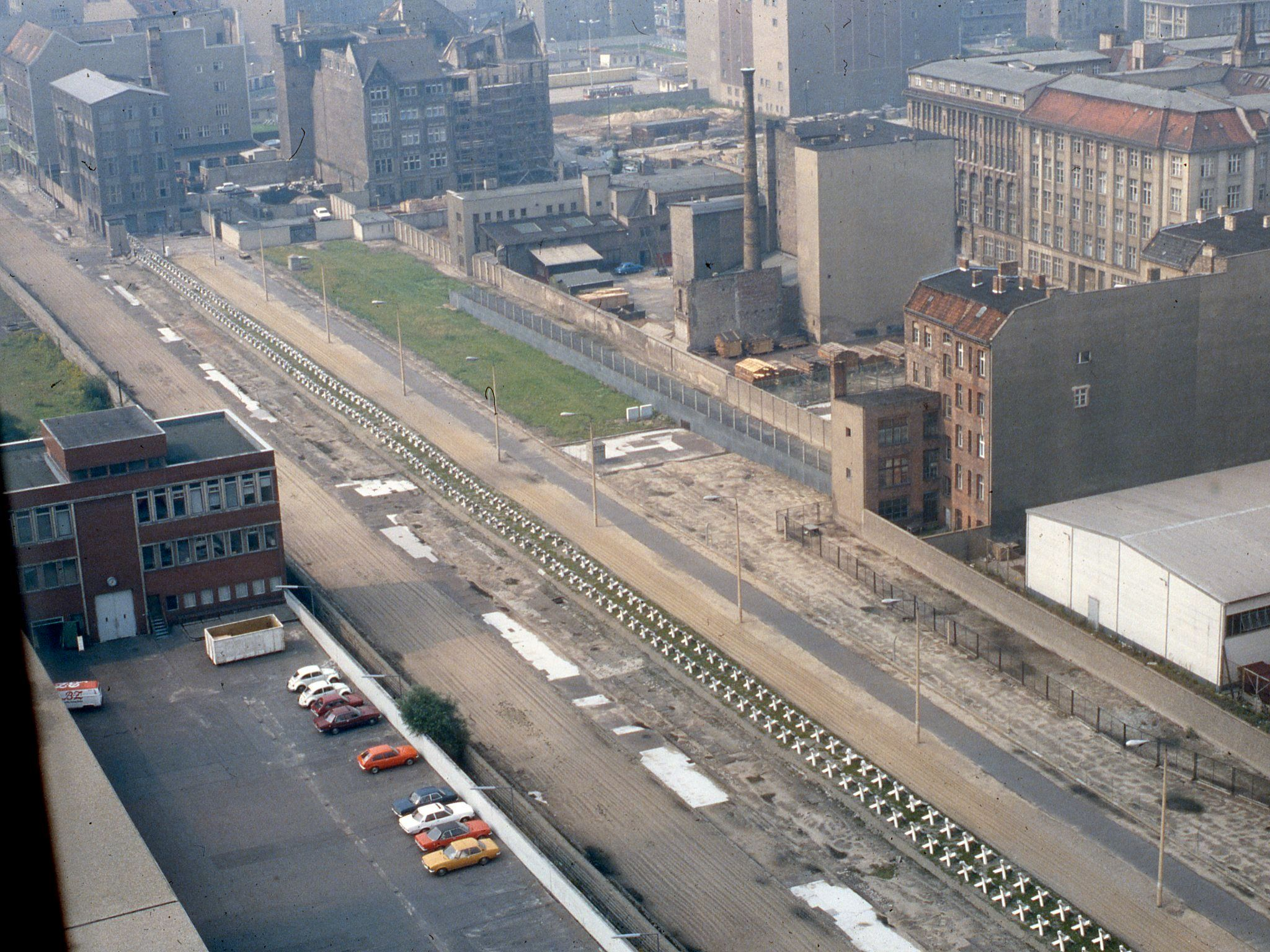
"Faixa da morte" do Muro de Berlim Oriental, vista do edifício Axel Springer AG, 1984

Os cidadãos de outros países da Europa Oriental estavam, em geral, sujeitos à mesma proibição de visitar países ocidentais que os alemães orientais, embora a exceção aplicável (se existisse) variasse de país para país.
Militares aliados e oficiais civis das forças aliadas podiam entrar e sair de Berlim Oriental sem se submeter aos controles de passaporte da Alemanha Oriental, comprar um visto ou ser obrigados a trocar dinheiro. Da mesma forma, patrulhas militares soviéticas podiam entrar e sair de Berlim Ocidental. Esta era uma exigência dos Acordos das Quatro Potências do pós-guerra. Uma área de preocupação particular para os Aliados Ocidentais envolvia as relações oficiais com as autoridades da Alemanha Oriental ao cruzar a fronteira, uma vez que a política Aliada não reconhecia a autoridade da RDA para regular o tráfego militar Aliado de e para Berlim Ocidental, bem como a presença Aliada na Grande Berlim, incluindo a entrada, saída e presença em Berlim Oriental.
Os Aliados sustentavam que somente a União Soviética, e não a RDA, tinha autoridade para regulamentar o pessoal Aliado em tais casos. Por esse motivo, procedimentos elaborados foram estabelecidos para evitar o reconhecimento inadvertido de autoridades da Alemanha Oriental quando viajavam pela RDA e em Berlim Oriental. Regras especiais aplicadas às viagens de militares aliados ocidentais designados para missões de ligação militar credenciadas junto ao comandante das forças soviéticas na Alemanha Oriental, localizadas em Potsdam.
Cidadãos comuns das potências aliadas ocidentais, não formalmente filiados às forças aliadas, eram autorizados a usar todas as rotas de trânsito designadas através da Alemanha Oriental de e para Berlim Ocidental. Em relação às viagens para Berlim Oriental, essas pessoas também podem usar a estação de trem Friedrichstraße para entrar e sair da cidade, além do Checkpoint Charlie. Nestes casos, esses viajantes, ao contrário do pessoal aliado, tiveram de se submeter aos controlos fronteiriços da Alemanha Oriental.

### Tentativas de deserção

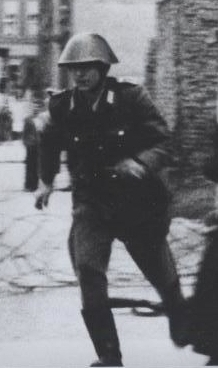
Conrad Schumann, soldado do NVA, desertou para Berlim Ocidental durante os primeiros dias do muro em 1961

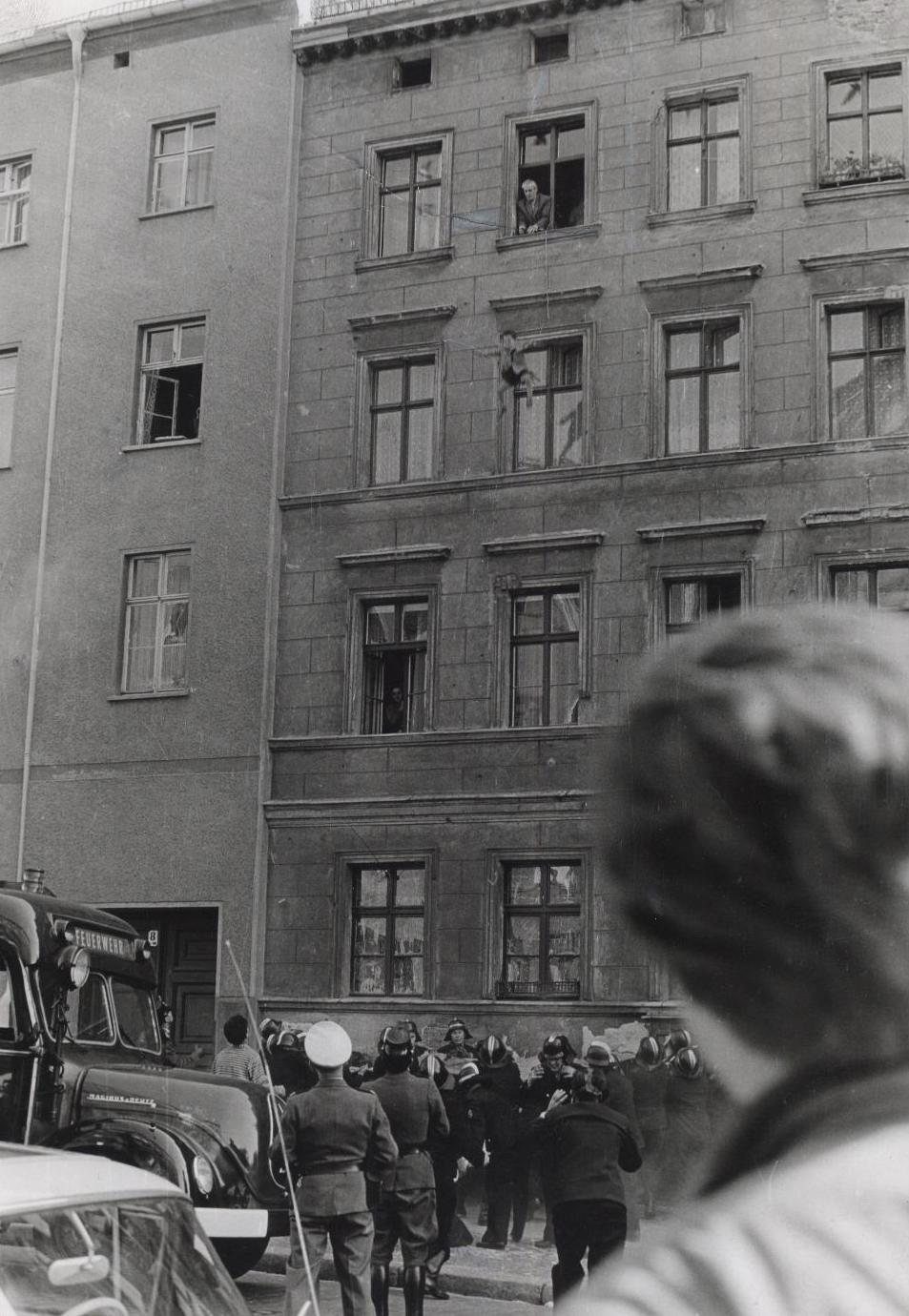
7 de outubro de 1961. Michael Finder, de quatro anos de idade, da Alemanha Oriental, é jogado pelo pai em uma rede mantida por moradores do outro lado da fronteira, em Berlim Ocidental. O pai, Willy Finder, se prepara para dar o salto.

Durante os anos em que o muro esteve de pé, cerca de 5 mil pessoas desertaram com sucesso para Berlim Ocidental. O número de pessoas que morreram tentando cruzar o muro, ou como resultado da existência da barreira, tem sido contestado. As afirmações mais veementes de Alexandra Hildebrandt, diretora do Museu Checkpoint Charlie e viúva do fundador do museu, estimaram o número de mortos em bem mais de 200. Um grupo de investigação histórica do Centro de História Contemporânea (ZZF) em Potsdam confirmou pelo menos 140 mortes.
O governo da Alemanha Oriental emitiu ordens sw atirar (Schießbefehl) para guardas de fronteira que lidavam com desertores, embora tais ordens não sejam as mesmas que ordens de "atirar para matar". Autoridades da RDA negaram ter emitido esta última. Em uma ordem de outubro de 1973, descoberta posteriormente por pesquisadores, os guardas foram instruídos de que as pessoas que tentassem cruzar o Muro eram criminosas e precisavam ser baleadas:

Não hesitem em utilizar a vossa arma de fogo, nem mesmo quando a fronteira é violada na companhia de mulheres e crianças, uma tática que os traidores têm utilizado frequentemente.
 
As primeiras fugas bem-sucedidas envolveram pessoas pulando o arame farpado inicial ou pulando das janelas dos apartamentos ao longo da linha, mas isso terminou quando o Muro foi fortificado. As autoridades da Alemanha Oriental não permitiram mais que apartamentos próximos ao Muro fossem ocupados, e qualquer edifício próximo ao Muro teve suas janelas fechadas com tábuas e depois emparedadas. Em 15 de agosto de 1961, Conrad Schumann foi o primeiro guarda de fronteira da Alemanha Oriental a escapar saltando o arame farpado para Berlim Ocidental.
Em 22 de agosto de 1961, Ida Siekmann foi a primeira vítima do Muro de Berlim: ela morreu depois de pular de seu apartamento no terceiro andar, na Bernauer Strasse, 48. A primeira pessoa a ser baleada e morta enquanto tentava cruzar para Berlim Ocidental foi Günter Litfin, um alfaiate de 24 anos de idade. Ele tentou atravessar a nado o rio Spree até Berlim Ocidental em 24 de agosto de 1961, o mesmo dia em que a polícia da Alemanha Oriental recebeu ordens de atirar para matar para impedir que alguém escapasse.
Outra fuga dramática foi realizada em abril de 1963 por Wolfgang Engels, um funcionário civil de 19 anos de idade do Nationale Volksarmee (NVA). Engels roubou um veículo blindado soviético de uma base onde estava destacado e o jogou contra o muro. Ele foi alvejado e gravemente ferido pelos guardas da fronteira. Mas um policial da Alemanha Ocidental interveio, disparando sua arma contra os guardas de fronteira da Alemanha Oriental. O policial retirou Engels do veículo, que ficou preso no arame farpado.
Os alemães orientais desertaram com sucesso por meio de uma variedade de métodos: cavando longos túneis sob o muro, esperando por ventos favoráveis e pegando um balão de ar quente, deslizando por fios aéreos, pilotando ultraleves e, em um caso, simplesmente dirigindo um carro esportivo em alta velocidade através das fortificações básicas e iniciais. Quando uma viga de metal foi colocada em postos de controle para evitar esse tipo de deserção, até quatro pessoas (duas nos bancos da frente e possivelmente duas no porta-malas) passaram por baixo da barra em um carro esportivo que havia sido modificado para permitir que o teto e o para-brisa se soltassem ao entrar em contato com a viga. Eles ficaram deitados e continuaram dirigindo. Os alemães orientais então construíram estradas em zigue-zague nos postos de controle. O sistema de esgotos era anterior ao muro, e algumas pessoas escaparam pelos canos, em vários casos com a ajuda do Unternehmen Reisebüro. Em setembro de 1962, 29 pessoas escaparam por um túnel a oeste. Pelo menos 70 túneis foram cavados sob o muro; apenas 19 conseguiram permitir que os fugitivos — cerca de 400 pessoas — escapassem. As autoridades da Alemanha Oriental acabaram por utilizar equipamento sismográfico e acústico para detectar a prática. Em 1962, eles planejaram uma tentativa de usar explosivos para destruir um túnel, mas isso não foi realizado, pois foi aparentemente sabotado por um membro da Stasi.
Uma fuga aérea foi feita por Thomas Krüger, que pousou uma aeronave leve Zlin Z 42M da Gesellschaft für Sport und Technik, uma organização de treinamento militar juvenil da Alemanha Oriental, na RAF Gatow. Sua aeronave, com matrícula DDR-WOH, foi desmontada e devolvida aos alemães orientais por estrada, completa com slogans humorísticos pintados por aviadores da Força Aérea Real, como "Gostaria que você estivesse aqui" e "Volte logo".
Se um fugitivo fosse ferido em uma tentativa de travessia e ficasse na faixa da morte, não importava quão perto estivesse do muro, os ocidentais não podiam intervir por medo de disparar contra os "Grepos", os guardas de fronteira de Berlim Oriental. Os guardas frequentemente deixavam fugitivos sangrarem até a morte no meio do terreno, como na tentativa fracassada mais notória, a de Peter Fechter (18 anos de idade) em um ponto perto da Zimmerstrasse, em Berlim Oriental. Ele foi baleado e sangrou até a morte, à vista da mídia ocidental, em 17 de agosto de 1962. A morte de Fechter criou publicidade negativa em todo o mundo, o que levou os líderes de Berlim Oriental a impor mais restrições a filmagens em locais públicos e a fornecer cuidados médicos a possíveis "fugitivos". A última pessoa a ser baleada e morta ao tentar cruzar a fronteira foi Chris Gueffroy em 6 de fevereiro de 1989, enquanto a última pessoa a morrer em uma tentativa de fuga foi Winfried Freudenberg, que morreu quando seu balão caseiro cheio de gás natural caiu em 8 de março de 1989. O muro deu origem a um sentimento generalizado de desespero e opressão em Berlim Oriental, como expresso nos pensamentos privados de uma moradora, que confidenciou ao seu diário: "As nossas vidas perderam o espírito ... não podemos fazer nada para detê-los".

## Legado

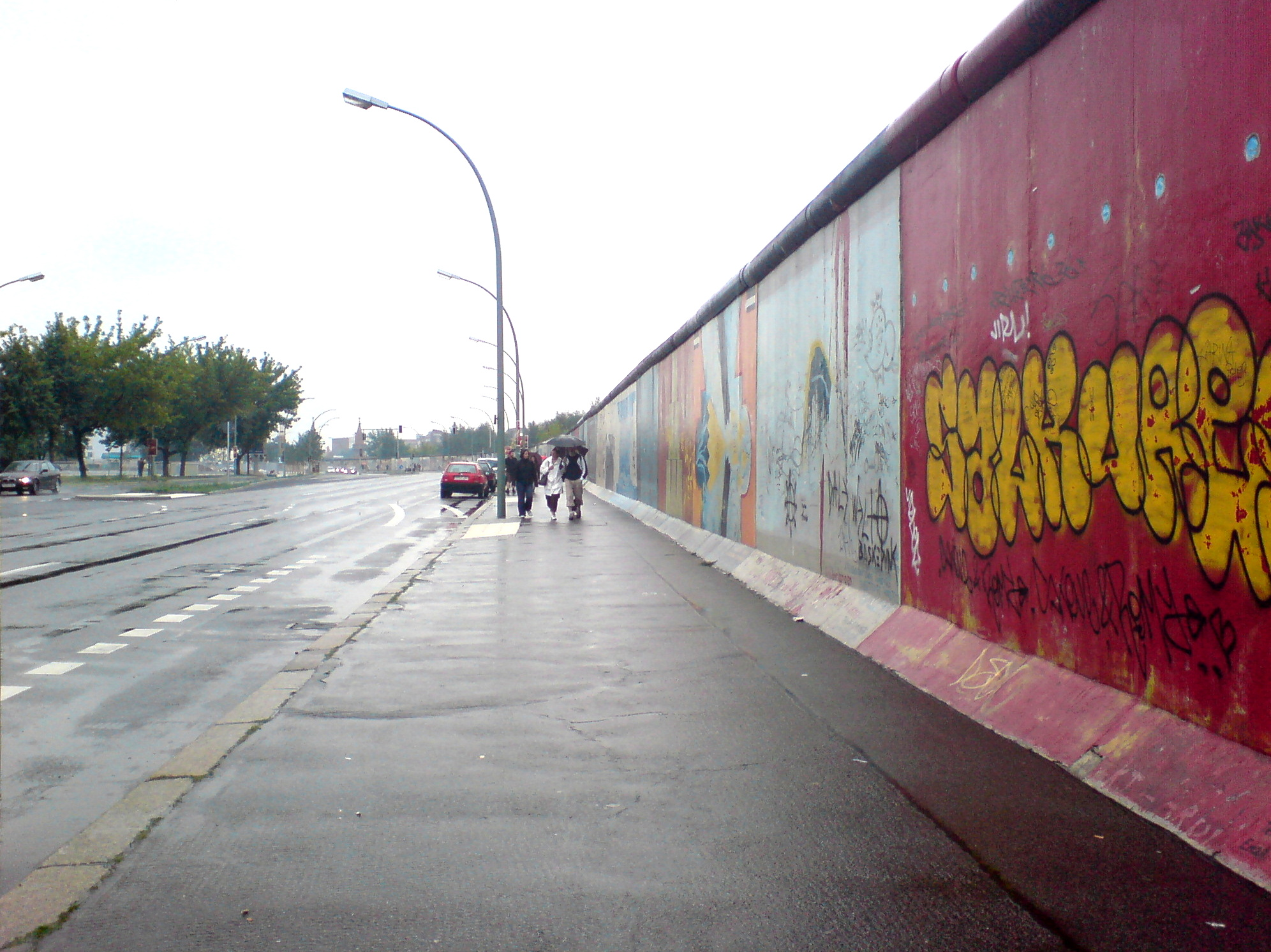
Trecho restante do Muro perto de Ostbahnhof em Friedrichshain chamado East Side Gallery, agosto de 2006

Pouco resta do muro em seu local original, que foi destruído quase totalmente. Três grandes seções ainda estão de pé: um pedaço de 80 metros do primeiro muro (mais a oeste) na Topografia do Terror, local da antiga sede da Gestapo, a meio caminho entre o Checkpoint Charlie e a Potsdamer Platz; uma seção mais longa do segundo muro (mais a leste) ao longo do rio Spree, perto da Oberbaumbrücke, apelidada de East Side Gallery; e uma terceira seção parcialmente reconstruída, no norte, na Bernauer Straße, que foi transformada em um memorial em 1998. Outros fragmentos isolados, postes de iluminação, outros elementos e algumas torres de vigia também permanecem em vários pontos da cidade. Nada representa ainda com mais precisão a aparência original do Muro do que um trecho muito curto na Bernauer Straße associado ao Centro de Documentação do Muro de Berlim.

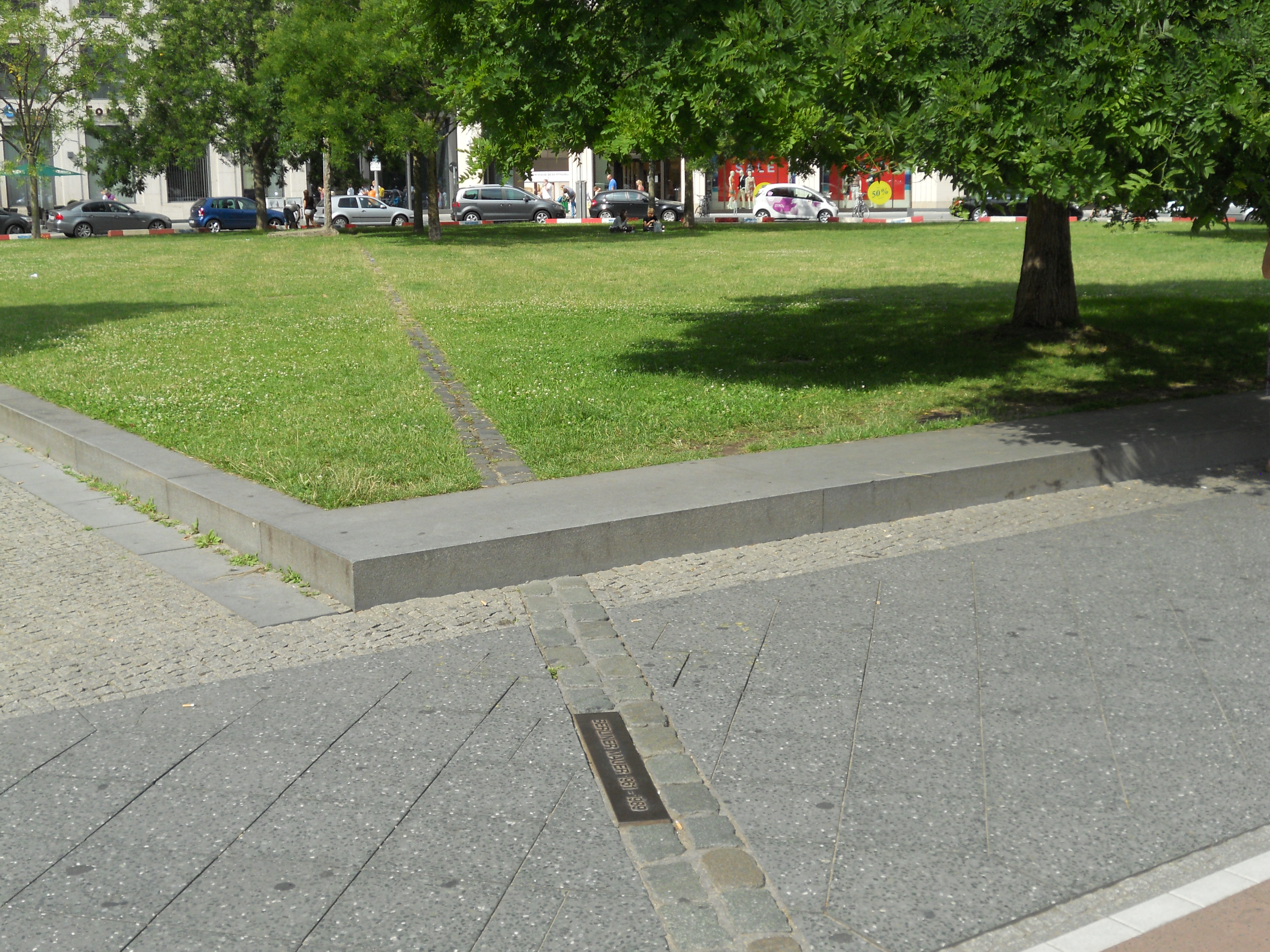
Line indicating where the inner part of the wall once stood on Leipziger Platz, just off Potsdamer Platz, in 2015

### Diferenças culturais

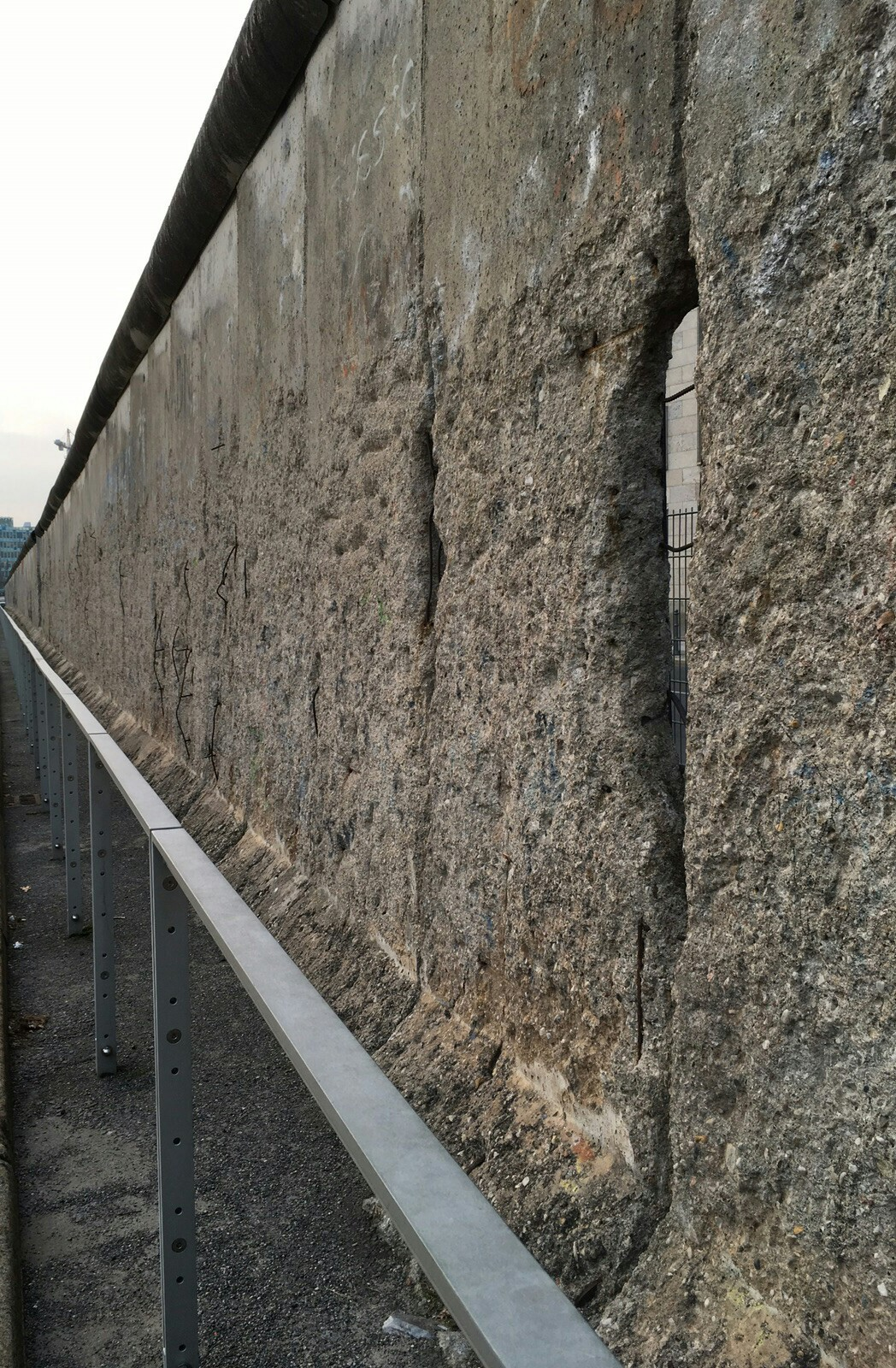
Restos do muro de Berlim, 2016

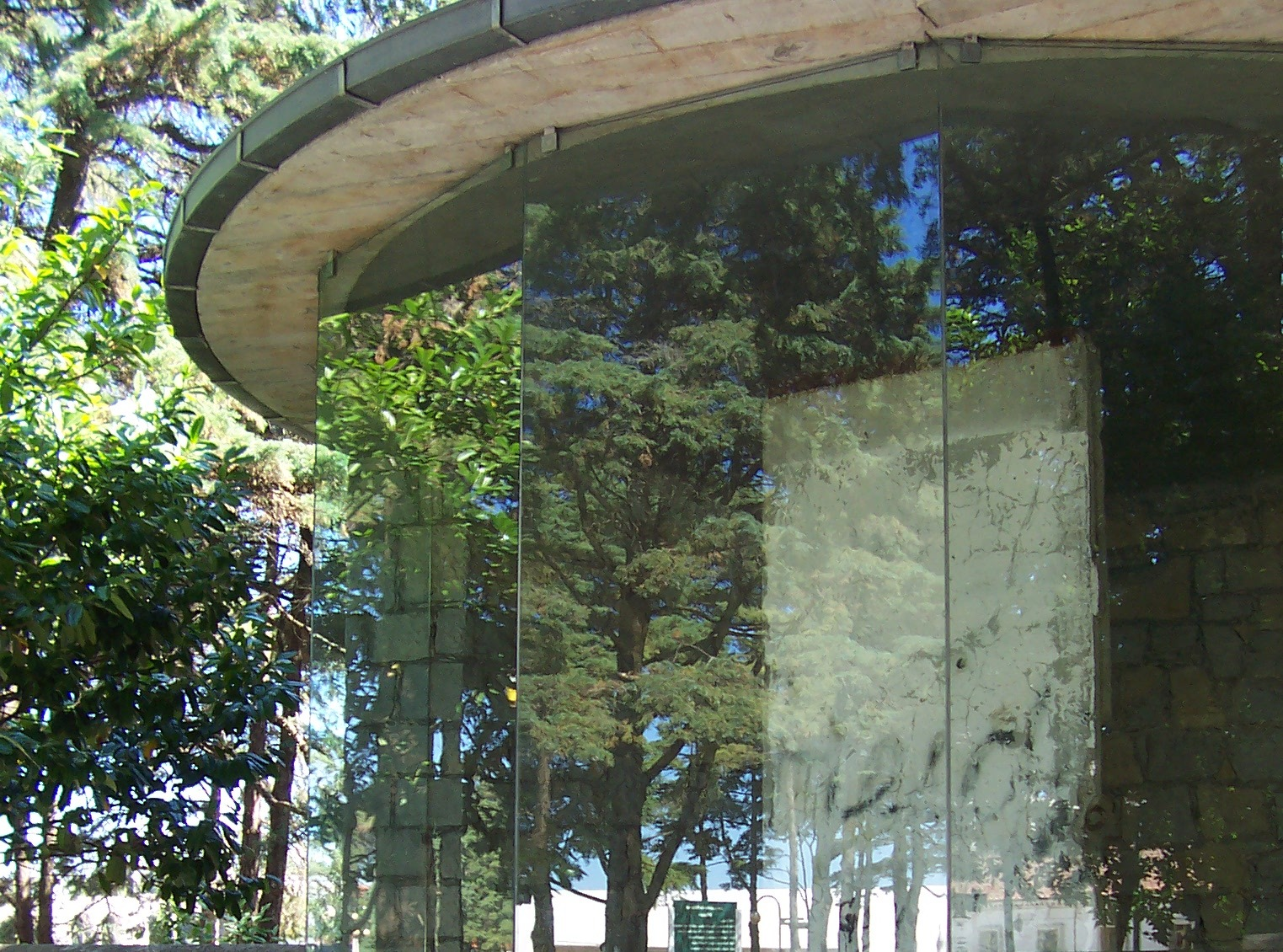
Segmento do muro de Berlim no Santuário de Fátima, Portugal

Durante muitos anos após a reunificação, as pessoas na Alemanha falavam sobre as diferenças culturais entre os alemães orientais e ocidentais (coloquialmente Ossis e Wessis), às vezes descritas como Mauer im Kopf (o muro na cabeça). Uma sondagem realizada em setembro de 2004 concluiu que 25 por cento dos alemães ocidentais e 12 por cento dos alemães orientais desejavam que Oriente e Ocidente fossem novamente separados por um "muro". Uma pesquisa realizada em outubro de 2009 por ocasião do 20º aniversário da queda do muro indicou, no entanto, que apenas cerca de um décimo da população ainda estava insatisfeita com a unificação (8% no Oriente; 12% no Ocidente). Embora ainda sejam percebidas diferenças entre o Leste e o Oeste, os alemães fazem distinções semelhantes entre o Norte e o Sul.
Uma pesquisa de 2009 realizada pelo VTsIOM da Rússia descobriu que mais da metade dos russos não sabe quem construiu o Muro de Berlim. Dez por cento das pessoas pesquisadas achavam que os moradores de Berlim construíram eles mesmos. Seis por cento disseram que potências ocidentais o construíram e quatro por cento acharam que foi uma "iniciativa bilateral" da União Soviética e do Ocidente. Cinquenta e oito por cento disseram que não sabiam quem o construiu, com apenas 24 por cento a nomearem correctamente a União Soviética e o seu então aliado comunista, a Alemanha Oriental.

### Segmentos de parede ao redor do mundo
Nem todos os segmentos do muro foram triturados enquanto o muro estava sendo derrubado. Muitos segmentos foram doados a diversas instituições ao redor do mundo. Podem ser encontrados, por exemplo, em museus presidenciais e históricos, saguões de hotéis e empresas, em universidades e edifícios governamentais, e em espaços públicos em diferentes países do mundo.

### Comemoração do 50º aniversário
Em 13 de agosto de 2011, a Alemanha comemorou o 50º aniversário do início da construção do Muro de Berlim pela Alemanha Oriental. A chanceler Angela Merkel se juntou ao presidente Christian Wulff e ao prefeito de Berlim, Klaus Wowereit, no parque memorial Bernauer Straße para lembrar vidas e liberdade. Discursos exaltaram a liberdade e um minuto de silêncio ao meio-dia homenageou aqueles que morreram tentando fugir para o Ocidente. "É nossa responsabilidade compartilhada manter a memória viva e passá-la para as próximas gerações como um lembrete para defender a liberdade e a democracia para garantir que tal injustiça nunca mais aconteça", implorou o prefeito Wowereit. "Foi demonstrado mais uma vez: a liberdade é invencível no final. Nenhum muro pode resistir permanentemente ao desejo de liberdade", proclamou o Presidente Wulff.

### Pesquisas de opinião
Uma pequena minoria ainda apoia o muro ou até mesmo apoia sua reconstrução. Em 2008, uma pesquisa concluiu que 11% dos participantes da antiga Berlim Ocidental e 12% da antiga Berlim Oriental afirmaram que seria melhor se o muro ainda estivesse no lugar.
Uma pesquisa de novembro de 2009 descobriu que 12% dos alemães disseram que o muro deveria ser reconstruído. A pesquisa também descobriu que nos antigos estados da Alemanha Ocidental o apoio era de 12% e nos antigos estados da Alemanha Oriental era de 13%. Uma sondagem realizada em setembro de 2009 revelou que 15% dos alemães apoiavam o muro, enquanto no Ocidente eram 16% e no Oriente eram 10%.
Uma sondagem de 2010 da Emnid para o jornal Bild, concluiu que 24% dos alemães ocidentais e 23% dos alemães orientais desejavam que o muro ainda estivesse em vigor.
Uma pesquisa de 2019 do Berliner Zeitung no 30º aniversário descobriu que 8% dos berlinenses apoiariam a ideia se o muro ainda estivesse de pé. No entanto, a esmagadora maioria dos berlinenses, 87%, apoiou a queda do muro. A sondagem também concluiu que 28% dos apoiantes da Alternativa para a Alemanha (AfD) e 16% dos apoiantes do Partido Democrático Livre (FDP) apoiavam a recolocação do muro. Uma sondagem da Yougov de 2019 concluiu que 13% dos alemães queriam o muro de volta, no Ocidente o apoio era de 14% e no Leste era de 13%.
Uma sondagem de 2019 da Forsa concluiu que 35% dos berlinenses consideravam que a construção do muro não era assim tão errada, enquanto 74% dos apoiantes do Partido de Esquerda apoiavam a construção da barreira.